# Ах-Шупан Тутуль-Шіу
Ах-Шупан Тутуль-Шіу (д/н — бл. 1485) — халач-вінік Ушмаля у 1440-х роках.

## Життєпис
Про батьків та дату народження немає відомостей. Стосовно часу сходження на трон також замало знань. Ймовірно відбулось наприкінці 1430-х років або у 1440—1441 роках. На відміну від попередніх володарів вирішив кинути виклик пануванню котекпанів (володарів) Майяпану. За різними версіями причиною цього було: зажерливість та гноблення з боку Кокомів — династії в Майяпані, за іншою — власні амбіції Ах-Шупана.
У 1441 році він підняв повстання проти Майяпану. Однак ненависть до котекпанів була такою сильною, що його одразу підтримала більшість інших областей. Виступ завершився цілковитою перемогою повсталих. Ах-Шупан за допомогою інших халач-вініків переміг та знищив усю династію Кокомів, Майяпан упав, його мури зруйнували, а мешканців перебили, спорудивши з їхніх відрубаних голів 3 пагорби черепів.
На деякий час Ах-Шупан встановив контроль над територією, що контролював Майяпан, проте утримати її не зміг. Разом з іншими халач-вініками очолював Майяпанську лігу до 1461 року. Проте цього року ліга остаточно розпалася на самостійні держави.
Стосовно дати смерті Ах-Шупана нічого невідомо. На думку низки дослідників він помер під час великої епідемії на Юкатані у 1485 році. Після цього столицю Тутуль-Шіу було перенесено до міста Мані. Новим халач-вініком став Ах-Ц’ун Тутуль-Шіу.